# Sinan Osmanoğlu
Sinan Osmanoğlu (* 9. Januar 1990 in Istanbul) ist ein türkischer Fußballspieler.

## Spielerkarriere

### Verein
Osmanoğlu wurde im Istanbuler Stadtteil Fatih geboren und begann 2002 in der Nachwuchsabteilung von Galatasaray Istanbul mit dem Vereinsfußball. 2004 wechselte er in die Nachwuchsabteilung von Galatasaray Istanbul.
Ab dem Sommer 2009 begann Öztürk für die Reservemannschaft seines Vereins aufzulaufen, der A2-Mannschaft. Mit dieser gewann er in der Saison 2010/11 die Meisterschaft der A2 Ligi.
Für die Saison 2011/12 wurde Osmanoğlu an den Viertligisten Bayrampaşaspor ausgeliehen. Hier etablierte er sich auf Anhieb als Stammspieler. Zum Saisonende erreichte er mit seiner Mannschaft über den Playoff-Sieg den Aufstieg in die TFF 2. Lig.
Im Sommer 2012 verließ Osmanoğlu Galatasaray und wechselte zum Viertligisten Altınordu Izmir. Bereits in seiner ersten Saison brachte er es auf 32 Ligaeinsätze. Sein Verein erreichte als Viertligameister den direkten Wiederaufstieg in die TFF 2. Lig. In der 3. Liga behielt Osmanoğlu seinen Stammplatz und erzielte in 32 Ligaspielen fünf Tore. Nachdem er mit seinem Klub erst Herbstmeister wurde, erreichte sein Verein zwei Spieltage vor Saisonende auch die Position als Drittligameister. Dadurch kehrte Altınordu nach 24-jähriger Abstinenz wieder in die TFF 1. Lig, die zweithöchste türkische Spielklasse, zurück. Zur Saison 2017/18 wechselte er innerhalb der TFF 1. Lig zum Ligarivalen Gazişehir Gaziantep FK und kehrte nach einer Saison zu Altınordu zurück.

### Nationalmannschaft
Osmanoğlu absolvierte drei Einsätze für die türkische U-18-Nationalmannschaft und 22 für die U-19-Auswahl seines Landes.

## Erfolge
Mit Galatasaray A2 Istanbul
- Meister der A2 Ligi: 2010/11

Mit Bayrampaşaspor
- Playoff-Sieger der TFF 3. Lig und Aufstieg in die TFF 2. Lig: 2011/12

Mit Altınordu Izmir
- Meister der TFF 3. Lig und Aufstieg in die TFF 2. Lig: 2012/13
- Meister der TFF 2. Lig und Aufstieg in die TFF 1. Lig: 2013/14